# Gastrochilus intermedius
Gastrochilus intermedius är en orkidéart som först beskrevs av William Griffiths och John Lindley, och fick sitt nu gällande namn av Carl Ernst Otto Kuntze. Gastrochilus intermedius ingår i släktet Gastrochilus och familjen orkidéer. Inga underarter finns listade i Catalogue of Life.